# Langues nilotiques occidentales
Les langues nilotiques occidentales sont un groupe de langues de la famille nilo-saharienne. 

## Distribution géographique
Les langues nilotiques occidentales, dont la répartition actuelle est le résultat de migrations passées, ne sont pas parlées dans un territoire continu. Si les langues luo du Sud se trouvent en Ouganda et Kenya, les autres groupes se rencontrent essentiellement au Sud du Soudan.

## Classification
Les langues nilotiques constituent un groupe de langues rattachées aux langues soudaniques orientales, à l'intérieur de l'ensemble nilo-saharien.
- Les langues nilotiques occidentales, sont[1] :
  - Groupe du Nord : burun (en), mebaan, jumjum
  - Groupe luo
    - Langues luo du Nord : shilluk, anyua, jur, thuri, bor
    - Langues luo du Sud : acholi, alur, lang'o, kumam, adola, luo du Kenya et de Tanzanie

  - Langues nuer-dinka : dinka, nuer, reel (atuot)

## Sources
- (fr) Bender, Lionel M., Nilo-Saharien, in Les langues africaines, Bernd Heine et Derek Nurse (Éditeurs), p. 55-120, Paris, Karthala, 2004,  (ISBN 2-84586-531-7)